# محمدعلی نکونام

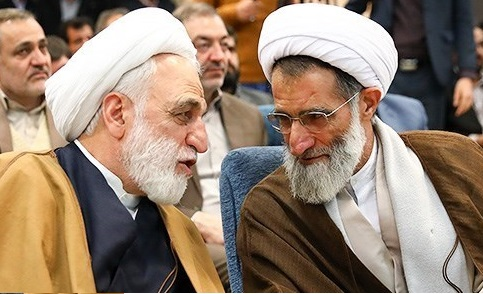
محمدعلی نکونام (فرد سمت راست در تصویر، در کنار غلامحسین محسنی اژه‌ای (رئیس کنونی قوه قضاییه)

محمدعلی نکونام (متولد ۱۳۳۵ شمسی در گلپایگان) روحانی ایرانی، نماینده ولی فقیه در استان چهارمحال و بختیاری و امام جمعه پیشین شهرکرد از ۸ شهریور ۱۳۹۰ تا ۲۹ شهریور ۱۴۰۳ بود.
وی پیش تر امام جمعه موقت در شهرهای گلباف و دورود و امام جمعه دائم در شهر سامان و شهرستان گلپایگان بود. او حدود ۲۵ سال (تا سال ۱۳۹۰) به عنوان امام جمعه در شهرهای یادشده مشغول بوده‌است و تاکنون ۱۹ جلد کتاب چاپ و منتشر کرده‌است.
محمد‌علی نکونام در ۸ شهریور ۱۳۹۰، از سوی سید‌ علی خامنه‌ای رهبر جمهوری اسلامی، به نمایندگی ولی فقیه در استان چهارمحال و بختیاری و امام جمعه شهرکرد منصوب و جانشین محمدرضا ناصری شد. ناصری به مدت ۲۵ سال امام جمعه شهرکرد و نماینده ولی فقیه در این استان بود.با استعفای نکونام از امامت جمعه شهرکرد، سید علی خامنه ای در ۲۹ شهریور ۱۴۰۳ سید ابوالحسن فاطمی را به عنوان نماینده ولی فقیه و امام جمعه شهرکرد منصوب کرد.

## زندگی‌نامه
محمدعلی نکونام در سال ۱۳۵۰ در سن ۱۵ سالگی وارد حوزه علمیه شد. او ابتدا وارد مدرسه علمیه گلپایگان شد و پس از چند ماه به حوزه علمیه قم رفت و در مدرسه آیت‌الله گلپایگانی به ادامه تحصیل پرداخت. او خارج فقه و اصول را نزد مکارم شیرازی و محمد فاضل لنکرانی و یکی‌دیگر از چهره‌های علمی و مباحث تفسیری را نزد عبدالله جوادی آملی گذراند.
نکونام در ۱۷ خرداد ۱۳۵۴ در اجتماع مدرسه فیضیه حضور داشت و زندانی شد. پس از مدتی حبس در قم و تهران آزاد شد و مجدداً در سال ۱۳۵۶ در گلپایگان دستگیر و پس از چند ماه زندانی آزاد شد.
وی پس از انقلاب، به فعالیت‌هایی از جمله شکل‌دادن کمیته‌های انقلاب اطراف کرمان و آموزش قرآن در مناطقی از شهرهای گلباف و شهداد در استان کرمان پرداخت.

## حواشی
در زمان صدور حکم امامت جمعه محمدعلی نکونام، انتساب فامیلی فرزند وی با سید احمد خاتمی امام جمعه موقت تهران شائبه اثرگذاری این نسبت خانوادگی در این انتصاب را بر زبان‌ها انداخت.
در آذر ۹۷ باجناغ فرزند محمدعلی نکونام و داماد دیگر سید احمد خاتمی سید حسین میرخلیلی به عنوان رئیس حوزه ریاست در سازمان برنامه و بودجه منصوب شد. هم چنین وی دارای نسبت فامیلی با محمدرضا نکونام است که ظاهراً درسال ۹۳ به دلیل انتقاد به مکارم احضار و بازداشت شد.
طرح تقویت مبانی دینی و اعتقادی نخستین بار در سال ۹۳ در شهرکرد برگزار گردید. براساس شنیده‌ها بیش از چند صد میلیون تومان هزینه‌های این طرح در آن سال بود. برگزاری همان دوره در سال ۹۴ با هزینه بسیار کمتر از سال قبل (کمتر از صد میلیون تومان) انتقادات گسترده‌ای را علیه مدیریت مالی نکونام برانگیخت. در نبود شفافیت مالی دفتر امام جمعه و عدم وجود پاسخگویی ائمه جمعه نسبت به عملکرد و هزینه‌های مالی این هزینه‌ها صرفاً براساس شنیده‌ها در افکار عمومی مطرح می‌شود.
واکنش‌های سخت و گاهی بدور از منطق و خارج از قانون وی به‌خصوص در مسایل فرهنگی نظیر برگزاری کنسرتها، تورها و حجاب بانوان تاکنون باعث ایجاد حساسیت‌ها و واکنشهای منفی زیادی در بین مردم شده‌است.
وی در خطبه‌های نماز عید قربان سال ۹۱ پس از برگزاری کنسرت بهنام بانی برگزاری کنسرت هارا معصیت آشکار نامید و در اعتراض جلسه شورای فرهنگ عمومی را لغو کرد.
درسال ۹۵، او در در نشست ماهانه ائمه جمعه استان گفت: کنسرت‌های موسیقی با شرایطی که امروز در کشور برگزار می‌شود، واقعاً آفت دین و فرهنگ انقلابی جامعه است.
در سال ۹۶ نیز کنسرت فرزاد فرزین با وجود تمام مجوزهای لازم قبل از شروع آن با فشار نکونام لغو شد.
در بهار سال ۹۶ در شلوغی تبلیغات انتخابات ریاست جمهوری و در اقدامی برخلاف رویه و سخنان امام خمینی و رهبری و قوانین عدم جهت‌گیری مسئولان در انتخابات و رعایت اصل بی‌طرفی با انتشار بیانیه‌ای، صریحاً و بدون توجه به مصالح عالی کشور مبنی بر بی‌طرفی رهبری و نمایندگان وی از کاندیداتوری سید ابراهیم رئیسی حمایت کرد.
همچنین برگزاری نمایشگاه موزه عبرت در طبقه فوقانی مصلی شهرکرد در دهه فجر ۹۷ و قرار دادن عکس سایز بزرگ نکونام در ورودی نمایشگاه از دوره بازداشت کوتاه مدت وی در کمیته مشترک ضدخرابکاری، واکنش‌هایی را نسبت به استفاده ابزاری از فعالیتهای فرهنگی برای مطرح کردن اشخاص در پی داشت. در سال ۹۸ نیز با آیت الله خوانده شدن وی در رسانه استانی و در پی واکنشهای مردمی در نهایت با تذکر کتبی وی به صدا و سیما ماجرا خاتمه یافت.

## تالیفات
محمدعلی نکونام دارای تالیفات متعددی‌ است؛ از جمله: 
- تقویت مبانی فکری و اعتقادی: یک ماه با شهید مطهری در گلپایگان
- تقویت مبانی فکری و اعتقادی: پیامبر، مهدویت و انتظار
- نماز جمعه در قرآن و روایات (سیری در تفسیر سوره جمعه)
- نفاق: سیری در تفسیر سوره منافقون
- شمیمی از لاله‌های بهشت: حاوی وصیتنامه و زندگینامه تعدادی از شهدای گلپایگان
- تقویت مبانی فکری و اعتقادی: قرآن و زندگی

بر اساس جستجوی صورت گرفته در سامانه جویشگر علم، تالیفات محمدعلی نکونام عمدتاً از نوع کتب گردآوری شده با تیراژ پایین می‌باشد. هچنین وی فاقد مقالات تألیفی و مشارکتی در مجلات معتبر داخلی دارای نمایه نظیر ISC، پایگاه استنادی علوم جهان اسلام یا SID، مرکز اطلاعات علمی جهاد دانشگاهی می‌باشد.